# Върнън Стърди
Върнън Аштън Хобарт Стърди (на английски: Vernon Ashton Hobart Sturdee) е австралийски офицер, генерал-лейтенант.

## Биография
Стърди е роден 16 април 1890 година във Франкстън, щата Виктория. От 1908 година е на служба в армията и участва като младши офицер в Първата световна война – по време на Галиполската операция, а след това на Западния фронт.
През 1940 година, по време на Втората световна война, Върнън Стърди е повишен в генерал-лейтенант и става началник на генералния щаб до 1942 година, когато оглавява австралийската военна мисия в Съединените щати. През 1944 година става командващ Първа армия, а през 1945 година – главнокомандващ австралийските въоръжени сили до закриването на поста през следващата година. От 1946 година до пенсионирането си през 1950 година е началник на генералния щаб.
Върнън Стърди умира на 25 май 1966 година в Хейдълбърг.